# Robert Aliber
Robert Zelwin Aliber (* 19. September 1930 in Keene, New Hampshire, USA) ist ein US-amerikanischer Wirtschaftswissenschaftler und emeritierter Hochschullehrer.

## Werdegang, Forschung und Lehre
Robert Aliber studierte am Williams College und der Cambridge University. Nachdem er dort als Bachelor of Arts graduierte, schloss er 1957 sein Master-of-Arts-Studium in Cambridge ab. Anschließend wechselte er an die Yale University, an der er 1962 als Ph.D. abschloss.
Aliber blieb dem wissenschaftlichen Betrieb treu und schloss sich 1965 der Graduate School of Business an der University of Chicago an. Hier blieb er bis zu seiner Emeritierung 2004 und zeichnete sich besonders durch die Gründung und Entwicklung des Center for Studies in International Finance aus.
Im Mittelpunkt der Arbeit Alibers steht insbesondere das internationale Finanzsystem. Dabei untersucht er unter anderem die Kapitalflüsse zwischen den verschiedenen Märkten, internationale Beziehungen innerhalb von Konzernen und Banken.

## Veröffentlichungen (Auswahl)
Die folgende Auflistung gibt eine Auswahl von Aliber veröffentlichte Bücher und Monographien wieder, zudem hat er zahlreiche Zeitschriftenartikel und Arbeitspapiere verfasst.
- als Hrsg.: International Finance, 2001
- The New International Money Game, 2001
- The Multinational Paradigm, 1993
- Your Money and Your Life, 1983
- mit Charles Kindleberger: Manias, Panics and Crashes: A History of Financial Crises, 1981.